# أمازونات
الأمازونات أو الأمازونيات (باليونانية القديمة: Ἀμαζόνες، المفرد: Ἀμαζών؛ وباللاتينية: Amāzon) هنّ شعبٌ أسطوري ورد ذكره في الميثولوجيا الإغريقية، وظهر في عدد من القصائد الملحمية القديمة، مثل "أعمال هرقل"، و"الأرغونوتيكا"، و"الإلياذة". وقد صُوِّرن على أنهنّ نساء محاربات وصيادات، اشتهرن بالرشاقة الجسدية، والبراعة في الرماية، وركوب الخيل، وفنون القتال. وتميّز مجتمعهن بطابعه الأنثوي المنغلق، حيث كنّ يربين بناتهن فقط، بينما يُعاد الذكور إلى آبائهم بعد تواصل قصير هدفه التكاثر لا غير.
عرفت الأمازونيات بشجاعتهن واستقلاليتهن، وكان يُعتقد أنهن يقمن بحملات عسكرية واسعة تقودها الملكة الأمازونية إلى أقاصي العالم المعروف آنذاك، بما في ذلك سكيثيا وتراقيا وآسيا الصغرى وجزر بحر إيجه، وامتدت تلك الحملات أحيانًا إلى الجزيرة العربية ومصر. لم تقتصر شهرة الأمازونيات على الغزو والحرب، بل ارتبط اسمهن أيضًا بتأسيس عدد من المعابد والمدن القديمة، من بينها أفسس، وكيمه، وسميرنا، وسينوب، وميرينا، ومغنيسيا، وبيغيلا.
وضعت الأساطير القديمة موطن الأمازونيات في أطراف العالم المعروف، واختلفت الروايات بشأن موقعه الدقيق. فبعضها أشار إلى مقاطعات في آسيا الصغرى مثل ليكيا وكاريا، بينما أشارت روايات أخرى إلى سهوب البحر الأسود أو حتى ليبيا، حيث ظهرت أسطورة "الأمازونيات الليبيات". ومع ذلك، فإن أغلب المصادر القديمة كانت تربط الأمازونيات بمنطقة بونتوس في شمال الأناضول، على الساحل الجنوبي للبحر الأسود، حيث أقمن مملكة مستقلة تقيم ملكتهن في العاصمة تيميسكيرا، الواقعة على ضفاف نهر ثيرمودون.

في العصر الحديث، أسهمت الاكتشافات الأثرية في دعم الفرضية القائلة بأن أسطورة الأمازونيات قد تكون مستوحاة من واقع بعض شعوب الخيالة في سهوب أوراسيا، مثل السكيثيين، والسارماتيين، والحثيين، الذين عُثر في مقابرهم على رفات نساء محاربات، بينهن شخصيات من طبقة النخبة. وفي عام 2019، كُشف في جنوب غرب روسيا، بالقرب من مدينة فورونيج، عن مقبرة جماعية لعدة أجيال من محاربات سكيثيات، كانت بينهن نساء مسلحات ويرتدين تيجانًا ذهبية.

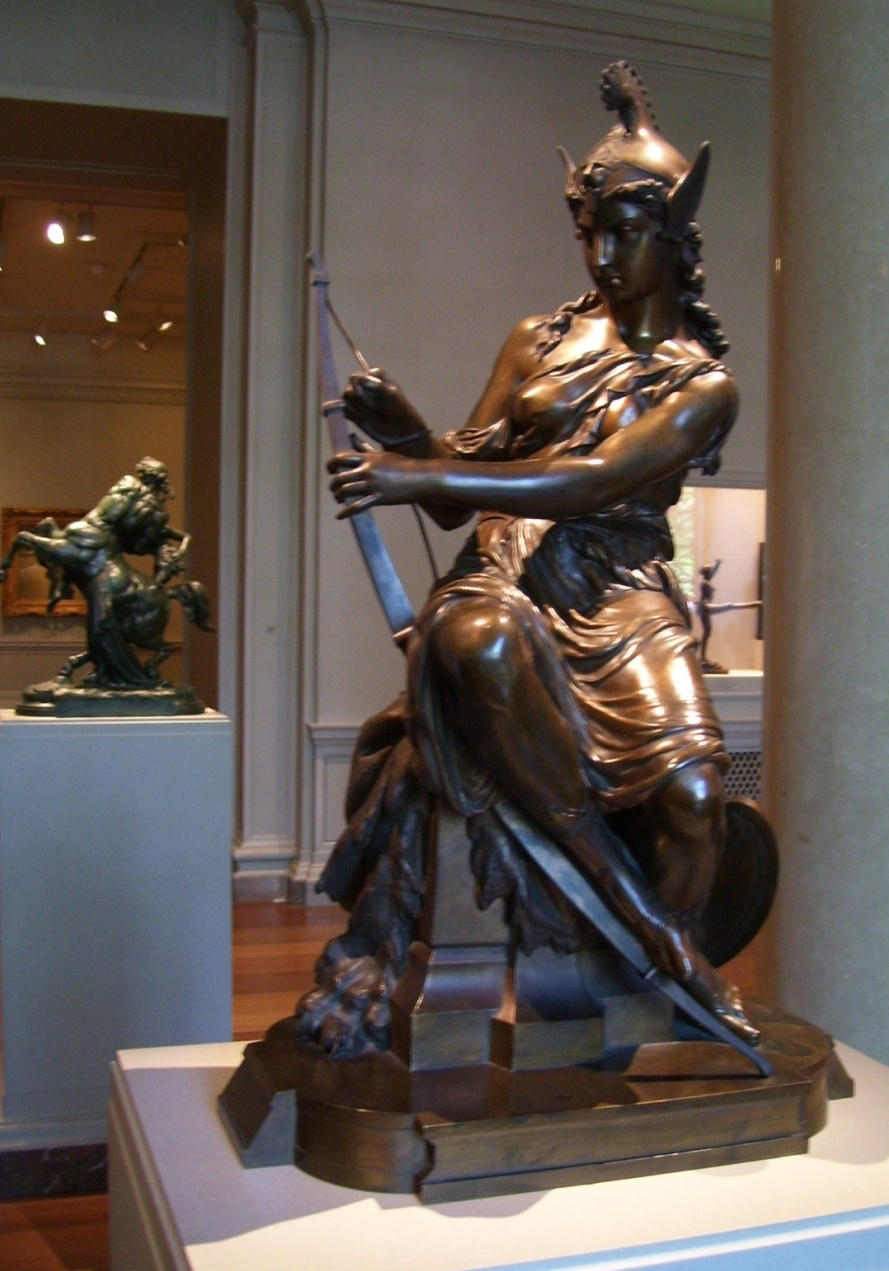
تمثال الملكة الامازونية المسلحة فينوس في المتحف الوطني للفنون، واشنطن

## تواجدهن

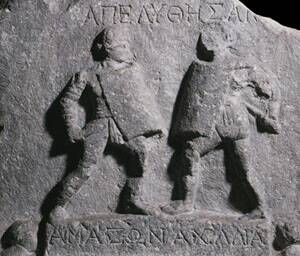
مقاتلات امازونيات واحده اسمها امازونيا والأخرى اخيلا

الأمازونات ارتبطن بمناطق متعددة كاليونان وسكيثيا وشمال أفريقيا أو بشكل أدق نوميديا القديمة. والرسومات في الصحراء تحكي عن نساء مقاتلات أي أمازونات وهي عبارة عن رسومات تبرز نساء محاربات. وحسب الأسطورة منزوعة الثدي، وأهم لوحة هي لوحة الفسيفساء المكتشفة في شمال سوريا والتي تمثل مقاتلات أمازونات. بحيث تقطع الأمازونات أثدائهن حتى يتمكن من استخدام القوس والنبال دون إعاقة.

## نهر الأمازون
عندما استكشف فرانسيسكو دي أوريلانا نهرًا كبيرًا في رحلته لاستكشاف المناطق المجهولة شرق كيتو حكى انه قابل نساء محاربات ووصفهن كما توصف الأمازونات ما حدا بأوريلانا بتسمية النهر نهر الأمازون.

## روابط
- أمازونات ليبيا